# Commissario Spada
Commissario Spada bila je talijanska strip serija objavljena u katoličkom tjedniku Il Giornalino od 1970. do 1982. godine, koju su stvorili Gianluigi Gonano i Gianni De Luca. Sadrži pustolovine udovca koji radi u kriminalističkoj policiji u Milanu i njegovog sina Maria, jedan je od najranijih primjera realističnih tema u talijanskim stripovima. De Luca je osvojio nagradu Yellow Kid Award za svoje crteže u prvoj godini, lik kojeg je žiri definirao "vrlo moderan lik za grafičko stvaranje, jezik i sadržaj".

## Vanjske poveznice
- (talijanski) Page at ubcfumetti.com